# Bodo D'ar
Bodo d'Ar è un sito archeologico che si trova nel medio Auash in Etiopia, dove è stato ritrovato il fossile ominide Bodo 1.

## Descrizione
Il sito di Bodo prende il nome da un vicino fiume in secca e, insieme al sito di Maka, appartiene al giacimento fossile di Bodo-Maka, una sottoarea di quella che in seguito venne chiamata area di studio del Medio Awash. Il sito, sul lato orientale del fiume Awash, fu indagato nel corso di studi geologici dovuti dall'abbondanza di fossili di vertebrati e di manufatti litici dell'Acheuleano, affioranti in superficie.